# Zoo Tycoon 2
Zoo Tycoon 2 es un videojuego de simulación económica cuyo objetivo principal consiste en la creación y administración de un zoológico,a fin de recaudar dinero para su reinversion, satisfaciendo las necesidades de sus visitantes, contratado personal para cuidar animales, comprando edificios y atracciones, entre otras actividades.

## Modos de juego
Zoo Tycoon 2, a diferencia de su predecesor, Zoo Tycoon, tiene tres modos diferentes de juego:

### Campaña
Es un modo de juego que nos lleva a completar campañas, cada una con escenarios con objetivos distintos, donde es indispensable ganar fama para disponer nuevos animales y objetos, y son más difíciles conforme avancemos, aquí se encuentran los tutoriales del juego. Conforme terminemos las campañas, desbloquearemos artículos nuevos para el zoo en el resto de los modos del juego:
- Poste de flores: Desbloqueado al terminar la campaña "Guardian en Formación"
- Arco de flores: Al ganar la campaña "Zoos con Problemas"
- Reloj Solar : Por ganar la campaña "Prevenir el Maltrato a los Animales"
- Globo: Recompensa por completar la campaña "La Tierra".
- Estatua de Panda: Desbloqueado al terminar la campaña "Reproducción de Pandas", para desbloquear esta campaña, debes completar la campaña anterior "Conservación de Especies".
- estatua de gato volador:es una estaua del gato volador

### Desafíos
Un nuevo modo, similar al de Campaña, pero se tiene la libertad de elegir los desafíos, e irlos completando para recibir diversas recompensas, también se desbloquean otros objetos, los objetos temáticos, un grupo de objetos con temática de Safari en la Sabana y la Jungla que es la Selva

### Modo libre
El Modo preferido de los jugadores, ya que se tiene todo disponible al principio menos el contenido desbloqueable.

## Características
Zoo Tycoon 2 tiene las siguientes características:
Existen 10 diferentes biomedios:
- Sabana
- Pluviselva tropical
- Tundra (contiene Ártico y Antártico)
- Bosque templado
- Alpino
- Monte bajo
- Desierto
- Pradera
- Humedal
- Bosque boreal

Hay cuatro modos de vista: fotográfico (para tomar fotos, se puede desplazar en primera persona con las flechas y agacharse con "X"), visitante (similar al primero, pero se pueden hacer las acciones de los empleados), cenital (donde compras objetos) y mapa general (mapa del zoo).
Animales ambientales: Animales no adoptables, pero aparecen en el zoológico. Puede ser: Guacamayo, Gaviota, Paloma, Mariposa, Ardilla, Rana y Buitre.

## Descargas
Blue Fang ha hecho varias descargas para el juego, se pueden obtener desde el menú "Descargas":
Animales
- Elefante asiático - Monte bajo y vive en Asia.
- Buey almizclero - Tundra y vive en Ártico.
- Pantera negra - Pluviselva tropical y vive en África.

Artículos
- Paquete de Navidad
- Paquete de Desafío
- Paquete de Escénico
- Paquete de Embellecimiento del Zoo
- Paquete Tundra - Viene junto al Buey almizclero y el Sauce hoja de diamante.
- Peluche de Presa - Viene junto a la Pantera Negra.

Extras
Animales con instalación propia, son descargables desde el menú "Descargas". Solo está disponible el Addax por el momento:
Descargas especiales
Son descargas que se deben comprar con tarjeta de crédito, hasta ahora solo ha salido Dino Peligro Pack.
Otras descargas (Contenido Usermade)
Zoo Tycoon 2 tiene varios fanes, que crean cosas para él y las publican en sus sitios webs o forospara que otros las descarguen. Las descargas user-made son la esencia del zt2 actual y es difícil ver un zoo sin alguna descarga actualmente. Además de varias expansiones usermade, hay muchos packs menores y muchísimas más descargas individuales, incluyendo algunos animales u objetos muy necesitados. Algunas de las descargas hechas incluyen grandes revoluciones al juego, como que durante la época de reproducción el animal tenga otro pelaje, que las aves puedan volar alto o la creación de aviarios.
Una de las descargas usermade más destacadas es Radical Remake, que tiene el objetivo de remodelar todo el juego y volverlo más realista.
Los sitios de descargas más activos al momento son The Round Table y ZooHispania.

## Expansiones
En octubre de 2005, Microsoft lanzó la expansión Zoo Tycoon 2: Endangered Species, con 20 nuevos animales como el Dragón de Komodo, el Koala y el Órix de cuernos de Cimitarra. Nuevas formas de transporte, como senderos elevados, teleféricos y jeeps, también cuenta con los "Skin Variants", haciendo que algunos animales tengan otro tipo de pelaje.
También trae tres nuevas campañas y mapas donde aparecen las "Reservas Naturales", zonas del zoo donde solo se pueden colocar animales, algunos tipos de alimento y artículos para los mismos.
En mayo del 2006 salió a la venta Zoo Tycoon 2: African Adventure, que contiene 20 animales africanos nuevos, como la suricata, el secretario y el Lobo de Etiopía, así como vehículos jeep y una campaña nueva, aparte de 8 mapas con localizaciones de África.
Zoo Tycoon 2: Zookeeper Collection no es una expansión, sino que son los tres primeros juegos de Zoo Tycoon 2 (Zoo Tycoon 2 y las expansiones Endangered Species y African Adventure), pero trae consigo las nuevas acciones de Zoo Tycoon 2: Marine Mania.
En julio de 2006 se publicó en el sitio web oficial de Zoo Tycoon la primera descarga premium de Zoo Tycoon 2: Dino Danger Pack, aunque no es una verdadera expansión, ya que tiene muy poco contenido. El contenido de DDP más tarde salió mejorado en la expansión Extinct Animals.
El 17 de octubre de 2007, salió la tercera expansión de Zoo Tycoon 2, Zoo Tycoon 2: Marine Mania, que trae consigo nuevas características, como nadar, amaestrar animales, jugar con los objetos de los animales, y más, además incluya 20 nuevos animales marinos, como la orca, el tiburón blanco y el pingüino de penacho amarillo.
El 26 de octubre de 2007, se lanzó la cuarta expansión, Zoo Tycoon 2: Extinct Animals, incluyendo más de 30 animales extintos, convirtiéndolo en la más grande expansión de Zoo Tycoon 2.
En 2008 salió a la venta Zoo Tycoon 2: Ultimate Collection incluye todos los juegos de Zoo Tycoon 2 (Dino Danger Pack viene incluido en tanto en la expansión de Extinct Animals y en Ultimate Collection) .Tiene sus cuatro apasionantes expansiones Zoo Tycoon 2: Extinct Animals, Zoo Tycoon 2: Marine Mania, Zoo Tycoon 2: Endangered Species, y Zoo Tycoon 2: African Adventure.
También hay expansiones user-made descargables como Miocene Madness, Formidable Seas, European Expeditions, South American Expedition, From the Past, Island Adventure y Cretaceous Calamity.